# Carl Pomerance
Pour les articles homonymes, voir Pomerance.
Carl Pomerance (né en 1944 à Joplin, Missouri) est un mathématicien américain actif surtout dans le domaine de la théorie des nombres, particulièrement productif et connu dans son domaine de recherche.

## Biographie
Il fut élève à l'université Brown et reçut son doctorat à Harvard en 1972. Sa thèse prouva que tout nombre parfait impair contient au moins sept facteurs premiers distincts. Il rejoignit immédiatement la faculté à l'université de Géorgie et devint professeur en 1982. Il travailla ensuite pour la firme Lucent durant plusieurs années puis fut nommé Distinguished Professor au Dartmouth College.

## Travaux
Il est l'inventeur d'une importante méthode de factorisation, le crible quadratique, qui fut utilisé en 1994 pour la factorisation de RSA-129. Il est aussi un des découvreurs du test de primarité d'Adleman-Pomerance-Rumely (en), un algorithme déterministe testant la primarité d'un entier positif.

## Prix et distinctions
Il a reçu plusieurs récompenses, dont le Prix Chauvenet en 1985, le Prix Haimo d'enseignement universitaire de la Mathematical Association of America en 1997, et le Prix Conant en 2001. Il a plus de 160 publications à son actif et est coauteur avec Richard Crandall du livre Prime Numbers: A Computational Perspective, Springer Verlag, (première édition 2001, seconde édition 2005). Il a un nombre d'Erdős égal à 1.